# Murazzano
Murazzano (piemontesisch Murassan) ist eine Gemeinde in der italienischen Provinz Cuneo (CN), Region Piemont.

## Lage und Einwohner
Der Ort liegt etwa 60 km östlich von der Provinzhauptstadt Cuneo am Höhenrücken der Alta Langa, der sich hier zwischen dem Oberlauf des Belbo und dem Tal des Tanaro (größerer Nebenfluss des Po) hinzieht. Das Gemeindegebiet umfasst eine Fläche von 27 km² und hat 849 Einwohner (Stand 31. Dezember 2023).
Die Nachbargemeinden sind Belvedere Langhe, Bonvicino, Bossolasco, Clavesana, Igliano, Marsaglia, Mombarcaro, Paroldo, San Benedetto Belbo und Torresina.

## Geschichte

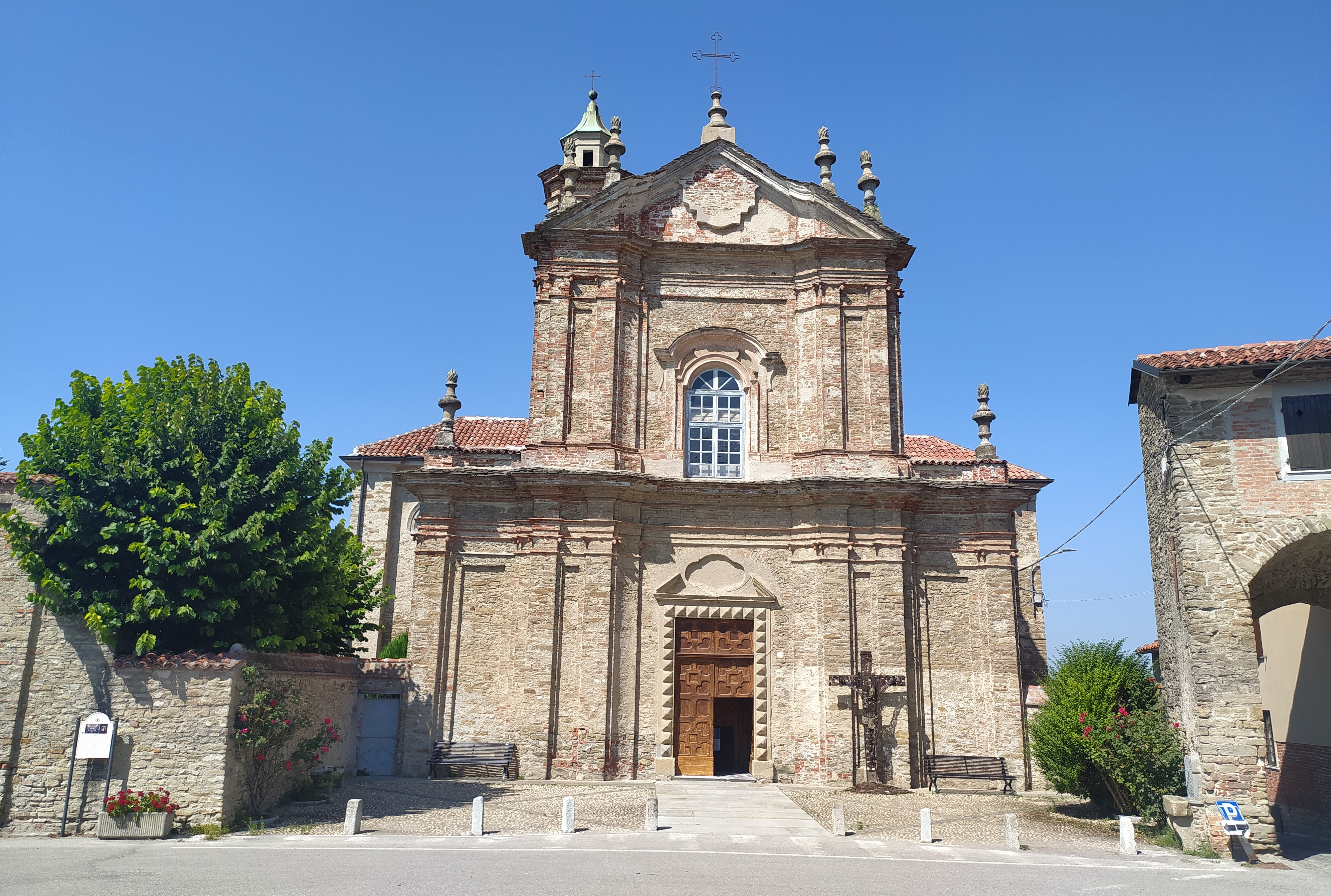
Kirche Santuario Madonna von Hal

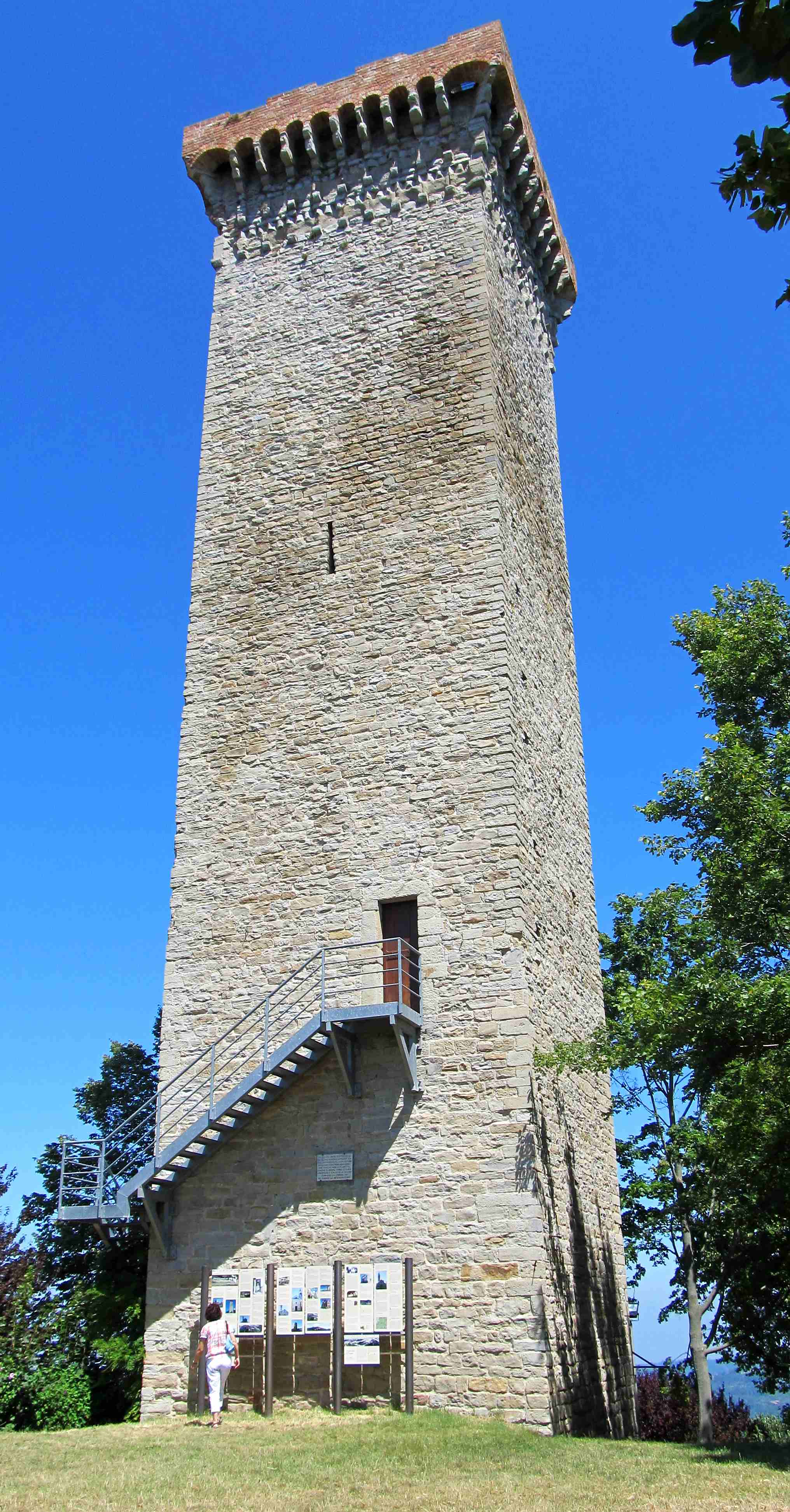
Turm von Murazzano

Nach Ansicht einiger Gelehrter stellt das Toponym eine wahrscheinliche Prädialformation dar, die mit dem Suffix -ANUS auf einem Personennamen aufgebaut wurde, der MULLICIUS oder MOLLICIUS lauten könnte. Im Mittelalter war es Teil der Marke Aleramica. Im 12. Jahrhundert wurde es ein Lehen von Bonifacio del Vasto. Im Jahr 1360 ging es an die Markgrafen von Saluzzo über und gelangte anschließend in den Besitz der Viscontis. Es unterwarf sich den Markgrafen von Ceva und ging 1601 endgültig an die Familie Savoyen über, die es an die Familie Pallavicino belehnte.
Die Burg mit ihrem Turm wurde in den ersten Jahrzehnten des 13. Jahrhunderts wahrscheinlich von Bonifacio dem „Mulazzano“, einem Burgherrn von Manfredo II. von Saluzzo, erbaut. Es war Teil eines befestigten Komplexes, der verschiedene Straßen kontrollierte (z. B. die wichtige „Straße zur Riviera“) Das Schloss wurde bis 1463 vom Markgrafen von Saluzzo regiert und im 16. Jahrhundert in eine Adelsresidenz umgewandelt.
Im Jahr 1487 wurde es von den Truppen des Herzogs Carlo I. von Savoyen erobert, so dass die Burg an die Savoyer überging und verschiedenen Feudalherren übergeben wurde (Saluzzo Cardè, Di Negro, Pallavicino, Capri von Ciglié und viele andere). Im 17. Jahrhundert wurde die Festungsanlage wiederholt abwechselnd von Franzosen und Spaniern erobert. Im 19. Jahrhundert steckten die mit den Savoyern verbündeten Österreicher die Burg gegen die Angriffe der napoleonischen Truppen in Brand und leiteten so den Niedergang der Burg ein. Der 33 Meter hohe Steinturm, mit quadratischem Grundriss und terrassenförmiger Spitze, ist der einzige Überrest des Komplexes, umgeben von einigen anderen Ruinen verwandter Bauwerke. Es gehört zur Gemeinde Murazzano und ist für die Öffentlichkeit zugänglich.
Die Pfarrkirche San Lorenzo mit einem Glockenturm aus dem 14. Jahrhundert und das Heiligtum der Madonna von Hal im Barockstil mit wertvollen Altären, altem geschnitztem Holz und einer Madonna-Statue zählen ebenso so zu den wertvollen Bauten. Sehenswert sind auch die Überreste der einzigen Windmühle der Langhe, die etwa um das Jahr 1000 erbaut wurde, und bis 1630 in Betrieb war.

## Kulinarische Spezialitäten

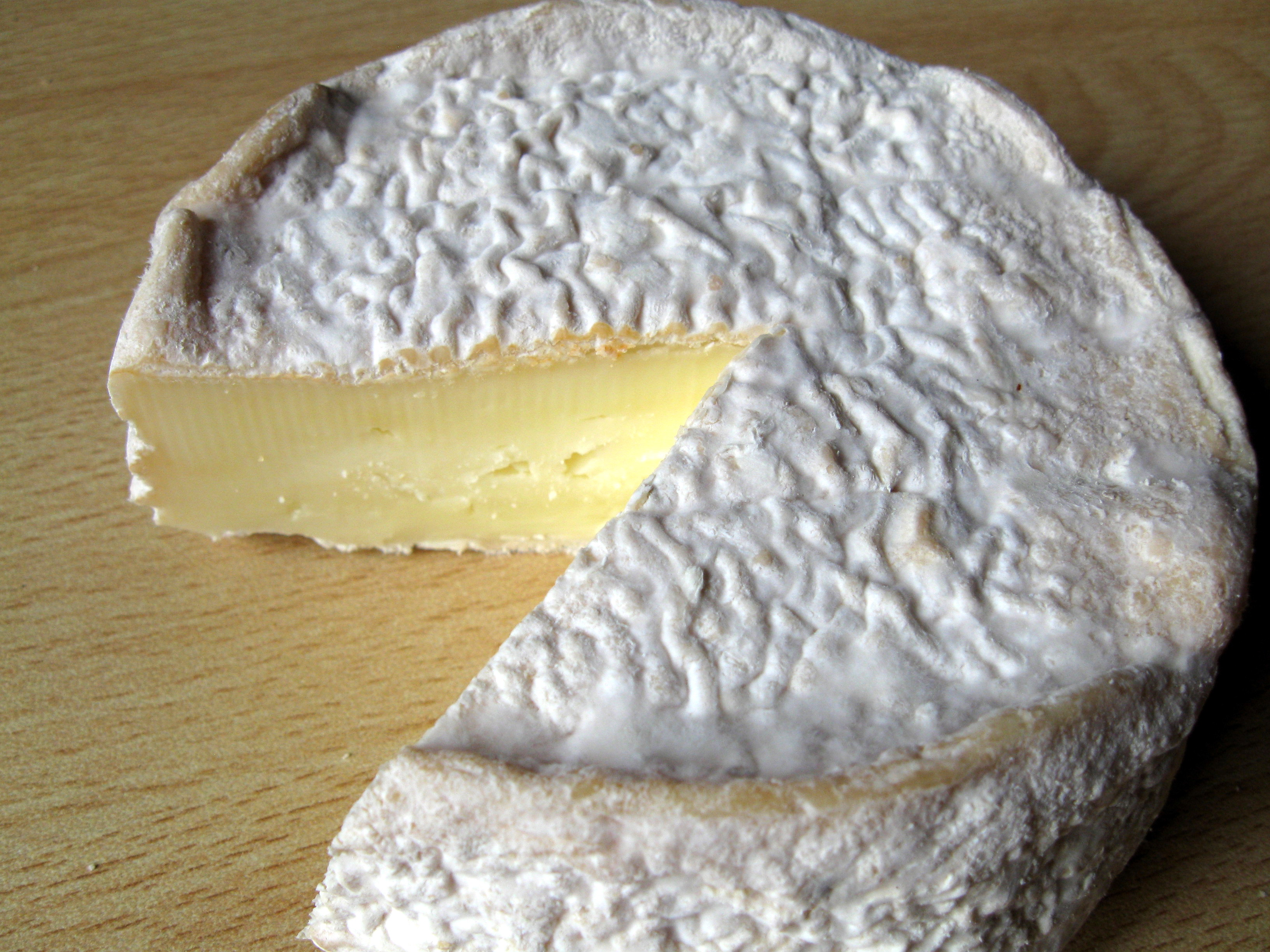
Murazzano Käse DOP

In der Umgebung von Murazzano wird Weinbau betrieben. Die Beeren der Rebsorten Spätburgunder und/oder Chardonnay dürfen zum Schaumwein Alta Langa verarbeitet werden.
Der Murazzano ist ein italienischer DOP-Käse, der hauptsächlich aus Schafsmilch aus der Alta Langa hergestellt wird. Im Juni 1996 wurde der Name „Murazzano“ auf europäischer Ebene als geschützte Ursprungsbezeichnung anerkannt. Im Durchmesser von 10 – 15 cm, und einem Gewicht zwischen 300 und 400 g wird er gern zu Weinen wie Dolcetto d’Alba, Dolcetto d'Ovada und Ruché di Castagnole Monferrato gegessen.

## Söhne und Töchter der Gemeinde
- Domenico Durante (1879–1944), Fußballspieler und Maler
- Paul Broccardo (1902–1987), französischer Radrennfahrer, geboren in Murazzano